# 長青祠
23°16′38″N 120°54′58″E / 23.277210°N 120.916139°E

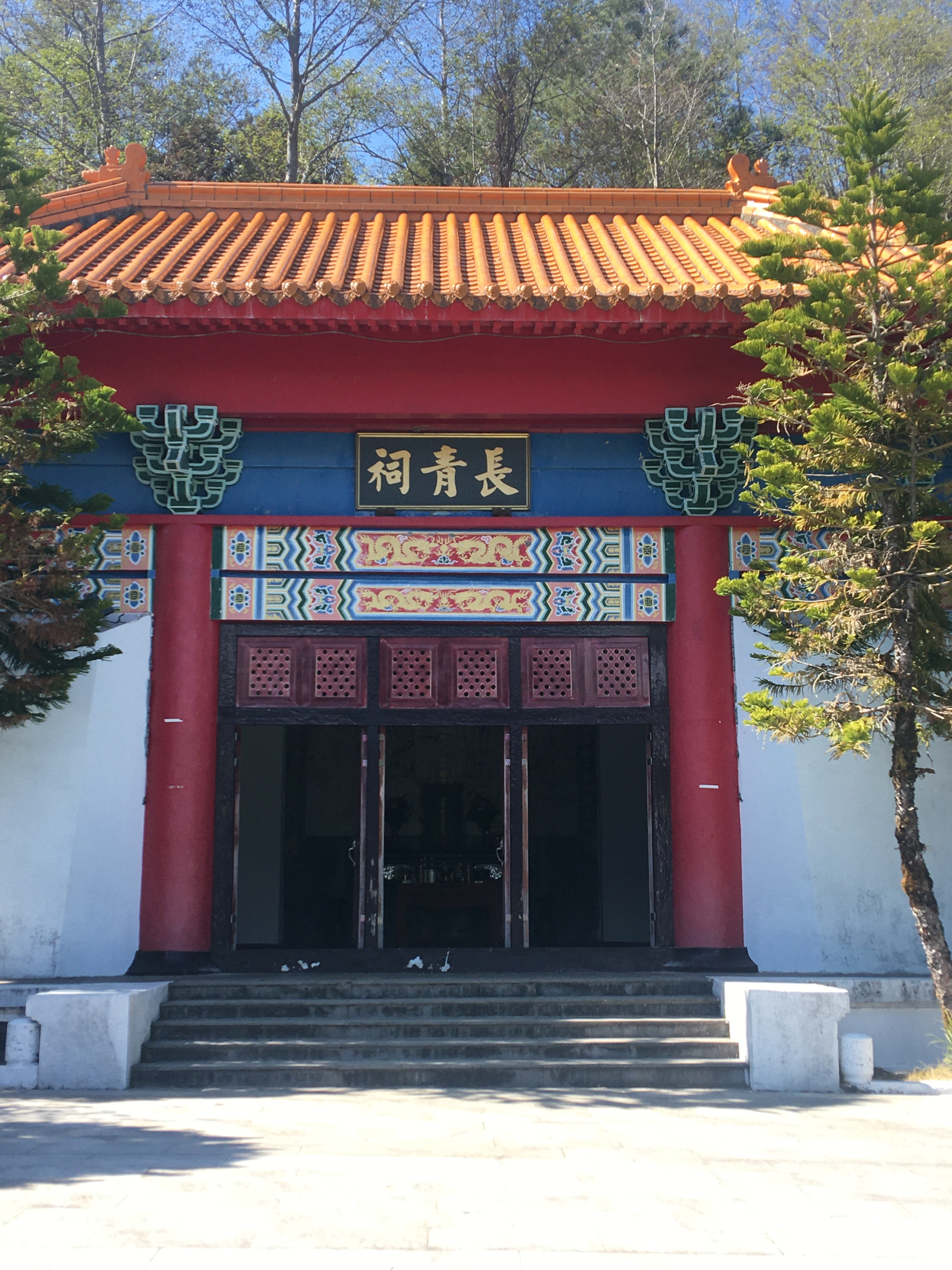
長青祠近景

長青祠位於臺灣高雄市桃源區天池，南橫公路東西段交接點（台20線135.5公里處），係為了奉祀當年闢建南橫公路的施工過程中，不幸因公殉職的116位公路局人員、警察（下馬派出所主管）、原住民（利稻村長夫婦）、榮工隊隊員、職訓總隊（士官長1人及保安、矯正隊）隊員、民間廠商（振豐營造廠、銀謀營造廠、道吉營造廠、榮工處承包商）人員等工作人員及工程師靈位。由於南橫公路工程艱鉅，時有傷亡，當時的台灣省公路局為了告慰英靈，於是在1979年，擇定天池築祠。
祠後有一石梯，可通往天池。

## 入祀殉職人員
長青祠內祀奉南部橫貫公路殉職員工116人，名列如下：
- 陳武雄
- 蘇進涇
- 張秋雄
- 廖昌仕
- 鐘啟進
- 吳書根
- 黃德勳
- 古天生
- 古玉蘭
- 孫洪善
- 蔣世華
- 毛鍾明
- 譚紹元
- 金連喜
- 劉山
- 李發生
- 李炳才
- 張劉庭
- 夏安壁
- 賴豪雄
- 李庭書
- 李仲華
- 陳家有
- 劉光雄
- 倪維成
- 冷少清
- 周志發
- 張國精
- 李幹仔
- 陳福洲
- 趙榮墨
- 黃亞生
- 彬
- 杜明輝
- 唐金山
- 唐有銀
- 王相臣
- 劉炳泉
- 汪正林
- 彭木高
- 林盈毅
- 陳金龍
- 溫應和
- 張發從
- 蒯文儀
- 劉治中
- 陳春華
- 鄢治強
- 鄭來勝
- 陳根榮
- 何平
- 邱正保
- 杜恒海
- 劉明晏
- 施德均
- 張文才
- 喬世清
- 何勤勛
- 盧信
- 祝全有
- 顧煥
- 張細仔
- 喬冠嘉
- 黃正富
- 于德良
- 李金陵
- 吳長瑞
- 秦新成
- 王鼎和
- 陳泉昌
- 周亞業
- 劉永清
- 李國揚
- 鄧世盛
- 萬呂漢
- 何萬德
- 李仕仁
- 薛明
- 胡仲國
- 邱保山
- 張存貴
- 李春貴
- 夏月興
- 劉少金
- 陳秀如
- 陳喜吉
- 王卉田
- 鍾郯靉
- 桑自宣
- 顏玉順
- 蕭瑞雪
- 黃良才
- 吳昭誼
- 廖運春
- 林孝梅
- 高景源
- 何宗澤
- 鐘宏松
- 古盛爐
- 張文宏
- 鍾孟郎
- 藍金城
- 高海豐
- 盧育明
- 吳萬治
- 張明順
- 黃福來
- 陳金滿
- 葉超乾
- 趙進英
- 吳南瑞
- 馮鎮根
- 邱德興
- 謝文雄
- 黃火生
- 陳水圳